# Paragonimus westermani
Paragonimus westermani (manchmal auch Lungenwurm genannt) ist ein Saugwurm, der als Parasit Menschen und krebsfressende Säugetiere befällt. Er ruft beim Menschen Lungen-Paragonimiasis hervor. Es wird geschätzt, dass weltweit etwa drei Millionen Menschen von dieser Erkrankung betroffen sind.

## Verbreitung
Paragonimus westermani kommt in China, Taiwan, Laos, Korea, Japan, Thailand, den Philippinen, Malaysia, Indonesien, Indien, Sri Lanka und den Staaten der ehemaligen Sowjetunion vor. Weitere Arten sind aus Asien, Afrika und Lateinamerika bekannt. Seit 2008 werden Fälle von Paragonimiasis bei Patienten diagnostiziert, die rohe Flusskrebse im Bundesstaat Missouri in den USA verzehrt haben.

## Merkmale
Die erwachsenen Parasiten sind fleischige, braune und bohnenförmige Egel. Ihre Länge ist 8–16 mm, ihre Breite 4–8 mm und ihre Dicke 2–6 mm. Sie sind Zwitter und leben in Zysten der Lunge, selten in anderen Organen wie dem Gehirn. Hinter dem Bauchsaugnapf liegt der Genitalporus.

## Lebenszyklus

### Reservoir
Die erwachsenen Lungenegel leben in Lungenzysten von Katzen, Hunden und vieler anderer fleischfressender Tiere und produzieren hier Eier, die über Husten, mit dem Sputum oder nach Verschlucken mit dem Stuhl ins Freie gelangen. Erreicht ein Ei Süßwasser, entwickelt es sich in drei Wochen zu einem Miracidium. Nach dem Schlüpfen dringt dieses in eine Schnecke ein.

### Erster Zwischenwirt: Schnecke
Meist sind Wasserschnecken als erster Zwischenwirt betroffen, besonders aus den Familien Thiaridae, Pachychilidae, Pleuroceridae und Hydrobiidae. In mehreren Stadien, Redien genannt, geht die Entwicklung in der Schnecke weiter, bis die dann entstandenen Zerkarien die Schnecke verlassen und Süßwasserkrabben oder Krebse befallen.

### Zweiter Zwischenwirt: Süßwasserkrabbe und Krebs
In der Muskulatur und anderen Organen der Schalentiere kapseln sich die Erreger als Metazerkarien ein.

### Endwirt: Esser roher Schalentiere
Menschen oder andere geeignete Endwirte, die die rohen Schalentiere essen, erleiden eine Invasion durch die Parasiten, die als Metazerkarien die Fähigkeit besitzen, sich durch die Wand des Zwölffingerdarms in Bauchhöhle oder Leber zu bewegen. Von hier aus dringen sie durch das Zwerchfell hindurch in die Lunge ein und bilden eine Kapsel, in der sie zum erwachsenen Lungenegel heranreifen. Nach 8 bis 10 Wochen beginnt die Eiablage. 10 bis 20 Jahre können die erwachsenen Egel überleben, meistens aber sterben sie schon nach einigen Jahren ab.

## Schadwirkung
Lungen-Paragonimiasis manifestiert sich als zunächst akute Erkrankung mit Fieber, Schüttelfrost, Nachtschweiß, Durchfall, Bauch- und Brustschmerz, Husten und Luftnot. Nach einigen Wochen bilden sich die Beschwerden spontan zurück. Nach Monaten oder gar Jahren beginnt die chronische Phase der Erkrankung. Periodisches Abhusten kleiner Mengen Blut in einem zähen, gelatineartigen Sputum gilt als charakteristisch. Fieber und andere Allgemeinsymptome sind häufig.
Bei ektopischen Ansiedlungen (in anderen Organen) kommt es zu Abszessen in Bauch und Brusthöhle und bei Befall des Gehirns zu Epilepsie, Enzephalitis, Meningitis, Blindheit und Lähmungen.

## Vorbeugung
Auf den Verzehr roher oder ungenügend gekochter Krabben oder Krebsgerichte sollte verzichtet werden. Marinieren und Pökeln stellen definitiv keine zuverlässige Vorbeugung dar.
Siehe auch: Parasiten des Menschen